# Homops arctifrons
Homops arctifrons är en tvåvingeart som först beskrevs av Becker 1916.  Homops arctifrons ingår i släktet Homops och familjen fritflugor.
Artens utbredningsområde är Uganda. Inga underarter finns listade i Catalogue of Life.